# Príncipe Planeta
Príncipe Planeta (遊星少年パピイ Yūsei Shōnen Papī, lit. Papii el Chico Planeta?) es un anime y un manga del año 1965.

## Trama
Un adolescente del planeta Radeón es enviado a la Tierra para evaluar si el planeta debe unirse a la unión Galáctica de Mundos y ayudar a sus habitantes durante su estancia. Después de despedirse de su madre es enviado por medio de una nave espacial a su destino. Al llegar toma personalidad humana y posee un medallón que le da fuerza tomada de una estación nuclear en su planeta de origen. Posteriormente se le unen un grupo de amigos terrícolas, Estrellita, Bruno y Ajababa. Juntos deberán pelear contra los perversos Capirote y Kilitrone.

## Personajes
- Boby - es el príncipe planeta, nuestro héroe justiciero.
- La madre del príncipe planeta.
- Estrellita - el primer humano conocido por Boby y se convierte en su amor platónico.
- Pops - el padre de Estrellita, es un magnate petrolero en Texas.
- Bruno Recio - un luchador fornido al estilo de lucha libre.
- Ajababa - un hipnotizador frustrado que se desplaza sobre una alfombra voladora motorizada.
- Capirote - el villano principal, viste un leotardo que le cubre todo el cuerpo, tiene la habilidad de desaparecer y cambiar de personalidad.
- Kilitrone - un villano que posee la habilidad de volar, es originario del planeta Kragmire.

## Título en otros idiomas
- Principe Planeta (portugués)
- Yuusei shounen Papii (japonés)
- Príncipe Planeta (español)
- Prince Planet (inglés)

## Ficha Técnica
- Producido en 1965, en blanco y negro con 52 capítulos de 30 minutos cada uno.
- Creadores : Masaichirou Yoshikura y Hideaki Inoue.
- Productora : Television Corporation of Japan.
- Exhibido en Hispanoamérica entre 1970 y 1979.